# تشال شاغ (أبهررود)
تشال شاغ (بالفارسية: چالچوق) هي قرية تقع في إيران في قسم أبهررود الریفي. يقدر عدد سكانها بـ 31 نسمة بحسب إحصاء 2016.